# Before I Forget
Before I Forget je studiové album Jona Lorda. Album vyšlo v červnu 1982, tedy v době, kdy Lord hrál se skupinou Whitesnake a na albu se podíleli i jiní členové této skupiny.

## Seznam skladeb
| Strana 1 | Strana 1                | Strana 1 |
| Pořadí   | Název                   | Délka    |
| -------- | ----------------------- | -------- |
| 1.       | Chance on a Feeling     | 4:06     |
| 2.       | Tender Babes            | 4:04     |
| 3.       | Hollywood Rock and Roll | 4:06     |
| 4.       | Bach Onto This          | 7:59     |

| Strana 2 | Strana 2        | Strana 2 |
| Pořadí   | Název           | Délka    |
| -------- | --------------- | -------- |
| 5.       | Before I Forget | 5:04     |
| 6.       | Say Its Alright | 4:47     |
| 7.       | Burntwood       | 4:00     |
| 8.       | Where Are You?  | 5:00     |

| Bonusy na CD reedici (1999) | Bonusy na CD reedici (1999) | Bonusy na CD reedici (1999) |
| Pořadí                      | Název                       | Délka                       |
| --------------------------- | --------------------------- | --------------------------- |
| 9.                          | Going Home                  | 4:02                        |
| 10.                         | Pavane                      | 3:54                        |
| 11.                         | Lady                        | 5:31                        |
| 12.                         | For A Friend                | 6:28                        |

## Obsazení
- Jon Lord – klavír, varhany, klávesy, minimoog
- Bernie Marsden – kytara (1, 4), zpěv (1)
- Mick Ralphs – kytara (3, 6)
- Tony Ashton – zpěv (3)
- Elmer Gantry – zpěv (8)
- Vicky Brown – zpěv (2, 11), doprovodný zpěv (1, 3, 5, 6)
- Sam Brown – doprovodný zpěv (1, 3, 5, 6)
- Boz Burrell – baskytara (3)
- Neil Murray – baskytara (1, 2, 4-7)
- Ian Paice – bicí (1, 5)
- Cozy Powell – bicí (2)
- Simon Phillips – bicí (4, 6)
- Simon Kirke – bicí (3)